# Mesnil-la-Comtesse
Mesnil-la-Comtesse – miejscowość i gmina we Francji, w regionie Grand Est, w departamencie Aube.
Według danych na rok 1990 gminę zamieszkiwało 46 osób, a gęstość zaludnienia wynosiła 48 osób/km².